# 陈骝
陈骝（英語：Liu Chen，1946年2月4日—），生于中国浙江省安吉县孝丰镇，长于台湾，美籍華裔等离子体物理學家。其知名於动理学阿尔芬波、环形等离子体中阿尔芬波间隙束缚态 与 高能量粒子模之发现； 地磁脉动、 阿尔芬波加热 与“鱼骨模”振动之理论解释； 以及非线性回旋动理学方程之首次提出。现今为美国加利福尼亞大學爾灣分校物理与天文学系荣休教授。

## 生平
1946年（民国三十五年）陈骝出生于中国浙江省安吉县孝丰镇，祖籍浙江余姚梁弄镇，本姓黄，系明末清初大学者黄宗羲后裔。 黄氏为浙东望族，其先祖黄澄量为清代名儒，嘉庆年间筑五桂楼于梁弄，而后箕引裘随，聚书六万余卷，有“浙东第二藏书楼”之称，至今尚存。曾祖黄承乙在光绪年间任台湾县（今台中市）知县，后官至江苏淮扬海河兵备道，兼按察使衔，有政声。其父陈礼，民国时为浙江孝丰县（今属安吉）县长。其母讳學言，为孝丰乡贤金文济女。国共内战后，陈骝与兄妹三人随母于1950年至香港与父团聚，寄居调景岭难民营，始入小学。1951年，其随家人赴台湾定居。陈骝于1969年八月与李怀民将军之女李醒夏结婚，二人育有一子培进。
陈骝中学就读于国立台湾师范大学附属高级中学，后考入国立台湾大学，于1966年获学士学位。1967年，陈骝赴美留学，先于华盛顿州立大学获硕士学位 （1969年），后入加州大學柏克萊分校攻读博士学位，师从Charles K. Birdsall。其于1972年取得博士学位，论文题为I. Heating of Magnetized Plasmas by Large-Amplitude Electric Field. II. Reduction of the Grid Effects in Simulation Plasmas。
1972至1974年间，陈骝于贝尔实验室与長谷川晃(Akira Hasegawa)合作从事博士后研究。期间，他们基于在磁流體剪切阿爾芬波連續譜中存在之區域性共振，提出一种關于地球磁層中長周期磁振動的理論，被稱爲Chen-Hasegawa磁力線共振模型，如今已是描述磁层中磁脉动之标准模型。而后，他们首次論證帶電粒子可通過阿爾芬波連續譜之共振吸收而被加熱，该理论引起全世界的實驗研究，並被應用于解釋日冕加熱问题。此外，他们首次理论发现了動理學阿爾芬波，该预测之後在太空和實驗室等离子体中被觀測所证实。
自1974年起，陈骝在普林斯顿等离子体物理实验室 (PPPL)与普林斯顿大学工作19年，并将其主要研究兴趣转为磁约束聚变等离子体物理。陈骝与Edward A. Frieman合作首次推导出非线性回旋动理学方程，此方程后被命名为 Frieman-Chen方程，在过去几十年间被廣泛應用于各類磁化等离子体環境之中，为现代等离子体物理最为重要的进展之一。其与合作者理论预测了在磁约束聚变等离子体中密佈的磁流體阿爾芬波連續譜中存在間隙束縛態，且此类束縛態可經由波和粒子相互作用而被激發，並導致大量粒子和能量損失，此理论亦为实验所证实，开辟出全新研究方向，并成爲磁约束聚变重要研究領域之一。其首次論證在磁约束聚变等离子体中超熱高能粒子可激發一種獨特宏觀磁流體波（從磁場信號來看，被稱作“魚骨模”）。1986至1993年间，陈骝曾任普林斯顿等离子体物理实验室理论部副主任。
1993年后，陈骝执教于加利福尼亞大學爾灣分校物理与天文学系。期间，其理论发现磁约束聚变等离子体中阿爾芬波連續譜内高能量粒子模之存在，并给出可统一描述间隙束缚态与高能量粒子模之理论框架。其后二十年间，此理论框架被陈骝与Fulvio Zonca合作完善推广，如今被称为广义鱼骨模色散关系。2000年，其与合作者首次論證等离子体中漂移波湍流可以通過強度調制作用，激發相應之徑向變化的帶狀流，从而导致湍流之自我调节，此非线性过程已被推广至粒子相空间之带状结构。陈骝于2012年从加州大学尔湾分校荣休。
中美邦交正常化后，陈骝于1975年首次访问中国大陆。此后，其积极参与推进大陆与台湾的等离子体物理研究及新一代等离子体物理学家的培养。 1985年，其与蔡诗东和俞昌旋共同倡议开办“中国等离子体物理暑期学校”。2007年其促成“海峡两岸聚变能源及等离子体科学研讨会”。1997至2016年间，陈骝任蔡诗东等离子体物理奖基金会创始主席。陈骝曾于1990年被中国科学院物理研究所聘为荣誉教授。2004年，其被浙江大学聘为光彪讲席访问教授。2007年，其被台湾中央大学聘为国鼎讲座访问教授。此外，陈骝参与创办了浙江大学聚变理论与模拟中心，并于2006至2016年间任创始主任，2016后为荣誉主任。
陈骝著有Waves and Instabilities in Plasmas (World Scientific Publication Co., 1987)一书，且培养了多位海内外知名学者。

## 奖项荣誉
- 1981, 美国物理学会会士
- 2004, 美国物理学会杰出等离子体物理研究John Dawson奖[11]
- 2008, 欧洲物理学会Hannes Alfvén奖[12]
- 2009, 美国科学促进会会士
- 2011, 美国地球物理联盟会士
- 2012, 美国物理学会James Clerk Maxwell等离子体物理奖[13]
- 2019, 亚太物理学会联合会Subrahmanyan Chandresekhar奖[14]
- 2022, 中央研究院院士[15]
- 2023, 中华民国教育部玉山学者